# Терновский район (Кривой Рог)
Терновский район
(укр. Тернівський район) — административно-территориальная единица, район в северной части города Кривой Рог, Днепропетровская область, Украина. Код КОАТУУ — 1211037200.

## История
Образован 23 мая 1969 года указом Президиума Верховного Совета Украинской ССР № 176 «Об образовании районов в отдельных городах Украинской ССР», согласно которому в городе Кривой Рог за счёт части территории Жовтневого района был образован Терновский район. Город Терны был включён в черту Кривого Рога и вошёл в новообразованный район.

## Население

### Языковой состав
Родной язык населения по данным переписи 2001 года:
| Язык       | Численность, чел. | Доля     |
| ---------- | ----------------- | -------- |
| Украинский | 69 712            | 78,28 %  |
| Русский    | 18 814            | 21,12 %  |
| Другое     | 534               | 0,60 %   |
| Итого      | 89 060            | 100,00 % |

## Характеристика
Граничит на юге с Покровским районом Кривого Рога, на западе, севере и востоке с Криворожским районом.

### Исторические и жилые районы
Терны, Весёлые Терны, Даманский, им. Ленина, им. Горького, им. Розы Люксембург, Божедаровка, Мировское, 9-й квартал, 17-й квартал, Алексеевка, Краматоровка, Роковатая, Новопавловка, Владимирский, Горняцкое, Закарпатский.

### Главные улицы
- ул. Сергея Колачевского;
- ул. Ивана Сирко;
- ул. Таисия Буряченко;
- ул. Адмирала Головко;
- Ул. Маршака;
- ул. Генерала Доватора.

### Предприятия
На территории района расположено два горно-обогатительных комбината — ЦГОК и СевГОК, шахты «Казацкая», «Терновская», им. Орджоникидзе, «Первомайская», другие предприятия.

## Интересные факты
На территории района находится Терновский кратер.